# Монтана, Клод
Клод Монтана (англ. Claude Montana, 29 июня 1947, XV округ Парижа или Париж — 23 февраля 2024, Париж) — французский модельер. Его компания House of Montana, основанная в 1979 году, обанкротилась в 1997 году.

## Ранние годы и карьера
Монтана родился в Париже в 1947 году в семье отца-каталонца и матери-немки. Он начал свою карьеру с создания украшений из папье-маше, покрытых стразами. Позже он стал заниматься производством изделий из кожи. Его первый показ мод состоялся в 1976 году. В следующем году он привлек внимание своими кожаными пальто, а в 1978 году он ввел моду на широкие плечи.
Он предпочитал синие, красные, металлические и нейтральные тона в материалах, таких как кашемир, кожа и шелк. Он основал собственную компанию House of Montana в 1979 году и быстро стал любимцем высокой моды 1980-х годов вместе с Тьерри Мюглером, который также предпочитал агрессивные силуэты и яркие цвета. До 1986 года он по-прежнему ассоциировался с наплечниками, но в 1987 году он начал смягчать стиль, сделав некоторые шаги в этом направлении еще в 1984 году, а в 1988 году он представил сильно уменьшенные плечи и даже топы без плеч в весенней коллекции, в которой основное внимание уделялось выделяющимся талии, воротникам и курткам.
К осени 1988 года он исключил наплечники, сохраняя при этом командную линию, теперь придав геометрическую форму трапеции, которая распространялась даже на брюки, силуэт, на котором он сосредоточился в первой половине 1989 года. В конце восьмидесятых он вместе с Ромео Джильи способствовал тенденции к эффектной обработке воротников. В начале 1990-х Монтана вернулся к футуристическому образу, на этот раз присоединившись к тенденции возрождения космической эры шестидесятых, с костюмами строгого покроя ярких цветов, выступающими молниями, эластичными тканями и угловатыми, но узкими плечами.
В 1981 году Монтана разработал свою первую коллекцию для мужчин под названием Montana Hommes, в которой он сосредоточился на цвете и материале каждой одежды, а не на тривиальных деталях. С 1990 по 1992 год он разрабатывал коллекции высокой моды для дома Lanvin, за что получил две награды «Золотой наперсток». Несмотря на признание критиков, смелые проекты Монтаны оказались финансово катастрофическими для компании, созданного с общим предполагаемым убытком в 50 миллионов долларов, и в конечном итоге его заменил Доминик Морлотти. В 1999 году он разработал доступную линию одежды для женщин Montana BLU.
С возвращением моды к более жестким линиям в 2007 году Монтана стала источником вдохновения для многих дизайнеров. Александр Маккуин много раз хвалил и почитал Монтану в своих коллекциях. Обоих дизайнеров объединяла любовь к сложным конструкциям и высокому качеству.

## Личная жизнь
21 июля 1993 года Монтана женился на модели Уоллис Франкен. Это был брак по расчету и дружбе, так как Монтана был открытым гомосексуалистом. Он хотел казаться более привлекательным для покупателей. Они были одного возраста, дружили 18 лет, и она служила его музой для многих его модных новинок. У Уоллис уже было две дочери и внучка от предыдущего брака. В июне 1996 года Уоллис погибла, упав с третьего этажа их парижской квартиры. Смерть была признана самоубийством.